# 多米尼克軍事
本條目記載東加勒比海島國多米尼克軍事，但事實上該國並未擁有常備軍。

## 概說

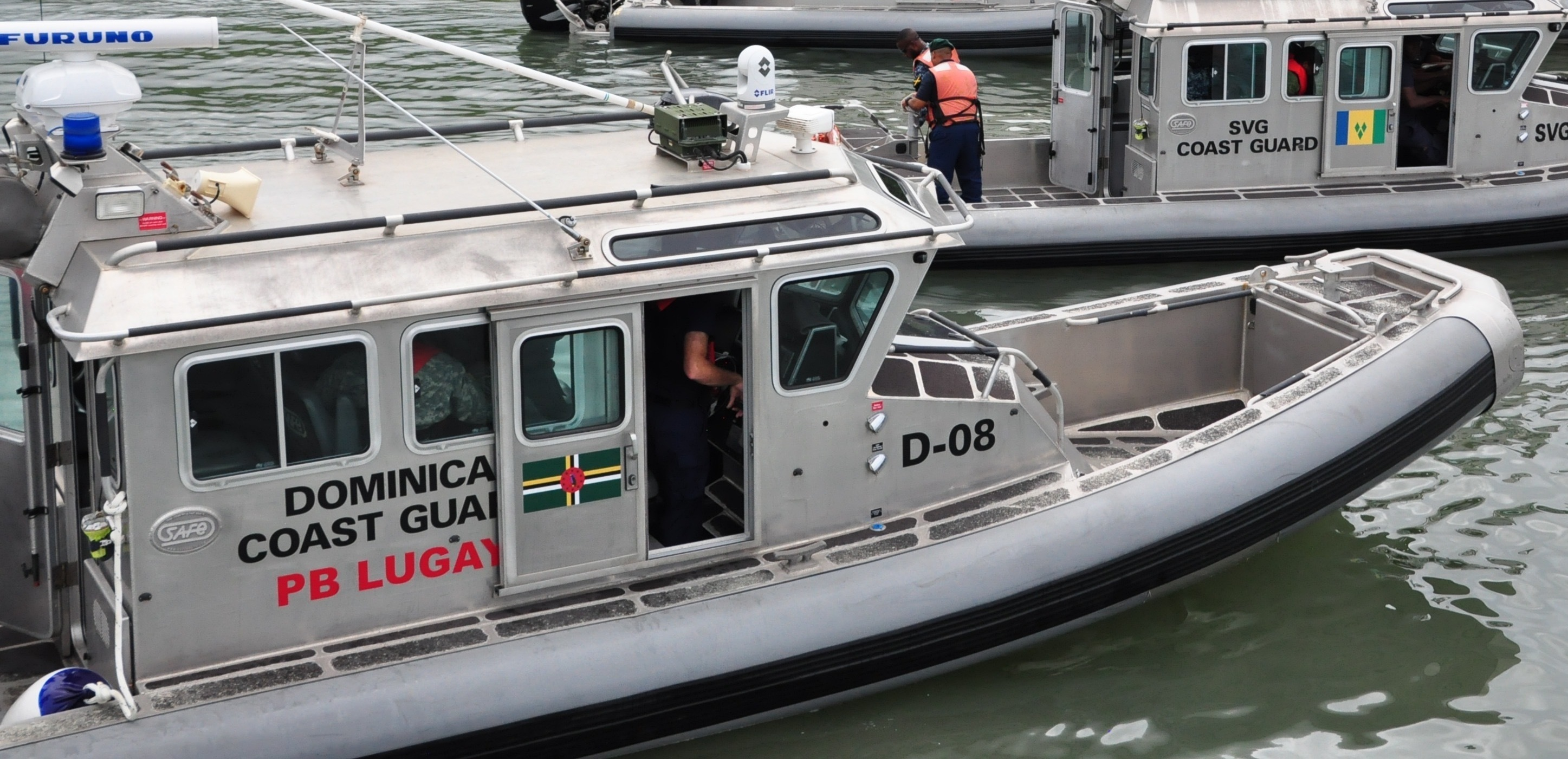
多米尼克海岸巡邏隊的艦隻Lugay（2016年）

自1981年起，多米尼克就再沒擁有常備軍，島上的防務由1982年與其他四國組成的地區安全體系(Regional Security System)承擔。
國內治安和海岸巡邏任務由多米尼克警察部隊負責，警察部隊下設單別任務單位及海岸巡邏隊。一旦發生戰爭或緊急狀態，根據該國警察條例第14章1節，在該國政府要求下，警察部隊將視為軍隊並執行國防任務。

## 外部連結
- CIA - The World Facebook （页面存档备份，存于）